# ベック (モデル)
ベック（Baek、1991年10月30日 - ）は、日本のモデル、タレント。本名、ペク・ヒョウォン（白涍園、백효원、Baek Hyo Won）。
韓国・ソウル出身。武蔵野美術大学大学院造形研究科修士課程修了。ホリプロ所属。元『Zipper』専属モデル。

## 略歴
日本文化に興味を持ち、美術大学への入学を目指して2011年1月、19歳の時に来日。武蔵野美術大学に在学中に、原宿でスカウトされた。以後、学業を続けながらファッション雑誌『Zipper』の専属モデルとしてデビュー。同誌の人気モデルとして活躍し、また気になるアートを紹介する「Baek A----rt」を同誌上に連載する。
『Zipper』の愛読者である黒沢かずこ（森三中）の紹介により、2015年5月26日放送の『今夜くらべてみました』（日本テレビ系）に黒沢の“今最も気になる女”として出演。愛らしいルックスに加えて個性的な言葉づかいや自虐発言の連発など「不思議キャラ」が好評を博したことで、ホリプロに所属しタレントとしてもバラエティ番組へ活躍の場を広げ、『踊る!さんま御殿!!』（日本テレビ系）、『櫻井有吉アブナイ夜会』『アリよりのアリ〜理想の男女をビジュアル化〜』（TBS系）、『指原カイワイズ』（フジテレビ系）など次々に出演する。
2016年2月からは『中居正広の金曜日のスマイルたちへ』（TBS系）に不祥事により謹慎したベッキーの代役として準レギュラー出演、ベッキー復帰の回では中居が農作業中のベックをベッキーに見間違えるという演出がなされて話題となった。
2016年春に武蔵野美術大学造形学部油絵学科を卒業、2018年春に同大学院造形研究科修士課程を修了した。

## 人物
- 身長154cm[13]。
- 語学は韓国語、日本語、英語、フランス語（勉強中）[13]。
- 特技はお菓子作り、刺繍、編み物[13]。

## 出演

### 雑誌
- Zipper（ - 2017年12月休刊、祥伝社） - 専属モデル、「Baek A----rt」連載

### バラエティ番組

#### レギュラー
- 車あるんですけど…?（2016年10月16日 - 2017年9月10日[注 1]、テレビ東京） - 見届け人
- テレビでハングル講座（2018年4月4日 - 2019年3月、NHK Eテレ）

#### 準レギュラー
- 中居正広の金曜日のスマイルたちへ（2016年2月26日 - 2023年1月20日、 TBS）
- じもてぃ愛情マップ みんな すきやねん!（2016年5月8日 - 2017年4月2日、NHK大阪）
- まちけん参上!〜あなたの街のおもしろ検定〜（2017年4月9日 - 2020年3月23日、NHK大阪）
- ビーバップ!ハイヒール（朝日放送）※不定期出演

### インターネットテレビ

#### レギュラー
- 原宿AbemaNews（2016年 - 2017年7月、AbemaTV） - 木曜キャスター
- 原宿アベニュー（2017年7月15日 - 2018年3月、AbemaTV）中継レポーター[14][15]

### 配信ドラマ
- グッドモーニング・コール our campus days（2017年9月22日 - 、FOD/Netflix） - 藤岡舞 役[16]

### ラジオ
- 安住紳一郎の日曜天国（2016年9月18日、2018年11月18日、2019年4月21日、2019年12月1日、2020年9月13日、2020年11月8日、2022年1月30日（その他出演日程について要確認）、TBSラジオ）